# Hermitowska miara spektralna
Hermitowska miara spektralna (albo hermitowski rozkład jedynki) – przeliczalnie addytywna miara wektorowa, określona na σ-ciele zbiorów borelowskich pewnej przestrzeni topologicznej o wartościach w przestrzeni operatorów liniowych i ciągłych pewnej przestrzeni Hilberta, spełniająca określone warunki. Hermitowskie miary spektralne pojawiają się w sformułowaniu twierdzenia spektralnego.

## Definicja
Niech {\displaystyle X} będzie przestrzenią topologiczną, {\displaystyle {\mathcal {B}}(X)} oznacza σ-ciało zbiorów borelowskich tej przestrzeni oraz {\displaystyle L(H)} oznacza przestrzeń liniowych i ciągłych operatorów ustalonej przestrzeni Hilberta {\displaystyle H.}
Funkcję {\displaystyle E\colon {\mathcal {B}}(X)\to L(H)} nazywamy hermitowską miarą spektralną w przestrzeni {\displaystyle X} (albo hermitowskim rozkładem jedynki) wtedy i tylko wtedy, gdy:
1. {\displaystyle E(B)} jest operatorem samosprzężonym dla {\displaystyle B\in {\mathcal {B}}(X).}
2. {\displaystyle E(X)=I,}
3. {\displaystyle E(B_{1}\cap B_{2})=E(B_{1})\circ E(B_{2}),\;B_{1},B_{2}\in {\mathcal {B}}(X)}
4. Funkcja {\displaystyle B\mapsto E(B)x,\;x\in H,\;B\in {\mathcal {B}}(X)} jest przeliczalnie addytywną miarą wektorową.

## Własności
Niech {\displaystyle E\colon {\mathcal {B}}(X)\to L(H)} będzie hermitowską miarą spektralną w przestrzeni topologicznej {\displaystyle X.}
- {\displaystyle (E(B)x|x)=\|E(B)x\|^{2}} dla {\displaystyle B\in {\mathcal {B}}(X).}
- Jeżeli {\displaystyle B_{1},B_{2}\in {\mathcal {B}}(X)} są rozłączne, to {\displaystyle E(B_{1})H\perp E(B_{2})H} oraz {\displaystyle \|E(\cdot )x\|(X)=\|x\|,\;x\in H.}
- Dla każdej ograniczonej funkcji borelowskiej {\displaystyle g\colon X\to \mathbb {C} } operator

{\displaystyle \Omega (g)x=\int \limits _{X}g(\lambda )E(d\lambda )x}
jest liniowy i ciągły, a jeżeli {\displaystyle g(X)\subseteq \mathbb {R} ,} to także samosprzężony. Ponadto
{\displaystyle \|\Omega (g)\|\leqslant \sup\{|g(\lambda )|\colon \lambda \in X\},\;\;\|\Omega (g)\|^{2}=\int \limits _{X}|g(\lambda )|^{2}\|E(d\lambda )x\|^{2},\;x\in H}
oraz {\displaystyle \Omega (g_{1},g_{2})=\Omega (g_{1})\circ \Omega (g_{2})} dla {\displaystyle g_{1},g_{2}\colon X\to \mathbb {C} } ograniczonych funkcji borelowskich.
- Jeśli {\displaystyle X} jest zwartą przestrzenią metryczną oraz {\displaystyle E_{1},E_{2}} są w niej hermitowskimi miarami spektralnymi oraz dla każdych dwóch różnych punktów {\displaystyle \lambda _{1},\lambda _{2}\in X} istnieje funkcja ciągła {\displaystyle f\colon X\to \mathbb {R} ,} że {\displaystyle f(\lambda _{1})\neq f(\lambda _{2})} oraz

{\displaystyle \int \limits _{X}f(\lambda )E_{1}(d\lambda )x=\int \limits _{X}f(\lambda )E_{2}(d\lambda )x,\;x\in H,} to {\displaystyle E_{1}=E_{2}.}

## Przykład
Załóżmy, że przestrzeń Hilberta {\displaystyle H} jest ośrodkowa i nieskończenie wymiarowa. Wtedy istnieje baza ortonormalna {\displaystyle (e_{n})_{n\in \mathbb {N} }} tej przestrzeni. Dalej, niech {\displaystyle K\subset \mathbb {R} } będzie zbiorem zwartym oraz {\displaystyle (\lambda _{n})_{n\in \mathbb {N} }} różnowartościowym ciągiem punktów tego zbioru takim, że:
{\displaystyle {\mbox{cl}}\{\lambda _{n}\colon n\in \mathbb {N} \}=K\neq \{\lambda _{n}\colon n\in \mathbb {N} \}.}
Wówczas operator {\displaystyle \Lambda \colon H\to H} dany wzorem
{\displaystyle \Lambda x=\sum _{n=1}^{\infty }\lambda _{n}(x|e_{n})e_{n}}
jest operatorem samosprzężonym oraz jego widmo {\displaystyle \sigma (\Lambda )=K.}
Funkcja {\displaystyle E\colon {\mathcal {B}}(X)\to L(H)} dana wzorem
{\displaystyle E(B)x=\sum _{n=1}^{\infty }\mathbf {1} _{B}(\lambda _{n})(x|e_{n})e_{n},\;x\in H,}
gdzie {\displaystyle \mathbf {1} _{\cdot }} oznacza funkcję charakterystyczną, jest hermitowską miarą spektralną oraz
{\displaystyle \Lambda x=\int \limits _{\sigma (\Lambda )}\lambda E(d\lambda )x,\;x\in H.}

## Literatura
1. Krzysztof Maurin: Methods of Hilbert Spaces. Warszawa: PWN, 1972. Brak numerów stron w książce